# Epidesma sordida
Epidesma sordida là một loài bướm đêm thuộc phân họ Arctiinae, họ Erebidae.